# Trithrinax schizophylla
Trithrinax schizophylla, llamada comúnmente carandilla y en la región boliviana oriental saó, es una especie botánica de planta de la familia de las arecáceas.

## Distribución
Esta pequeña palmera es endémica del Distrito fitogeográfico Chaqueño Occidental de la Provincia fitogeográfica Chaqueña. Si distribuye por el oeste de Paraguay, el sudeste de Bolivia, y en centro-norte de la Argentina.

## Hábitat
Es una especie muy rústica, que crece en zonas de suelos limosos o limo-arenosos, muy secos en invierno, y muy cálidos en el verano, donde se producen las lluvias, que totalizan unos 500 a 600 mm anuales. Soporta el fuego, por lo que crece en los lugares en donde el bosque es destruido por este método. 

## Características
Es un arbusto grande de no más de 4 m de altura (raramente 6), posee hojas  palmatipinnadas de 12-15 dm de largo, con fuertes espinas en la base de cada hoja. Es distintiva por conservar pegados al tronco los restos de las frondas muertas, que le dan un aspecto característico.

## Taxonomía
Trithrinax schizophylla fue descrito por Carl Georg Oscar Drude, y publicado en Flora Brasiliensis 3(2): 551, pl. 130. 1882.
Etimología
Trithrinax: nombre genérico que proviene del idioma griego tri significa tres, y de thrinax tridente.
schizophylla: epíteto latín que significa "con hojas divididas".
Sinonimia
- Diodosperma burity H.Wendl.
- Trithrinax biflabellata Barb. & Rodr. 1899[5]

## Usos humanos
Con las hojas de esta palmera se hacen fibras que parecieran de "paja" y con tal "paja" se hacen los típicos sombreros alares cambas, óptimos para resguardar del calor y la luz solar aunque naturalmente y merced a su trenzado-tejido bien ventilados, livianos y bastante impermeables como para evitar insolaciones y otras inclemencias climáticas de la región.